# Billy Milligan
William Stanley Milligan (14 lutego 1955 – 12 grudnia 2014), znany również jako The Campus Rapist – amerykański przestępca, którego sprawa sądowa w Ohio w późnych latach 70. XX wieku była szeroko komentowana w mediach. Po popełnieniu kilku przestępstw takich jak napad z bronią w ręku, został aresztowany za trzy gwałty na kampusie Uniwersytetu Stanowego Ohio. W trakcie przygotowań do obrony psychologowie zdiagnozowali u Milligana dysocjacyjne zaburzenie tożsamości. Jego prawnicy powołali się na obronę niepoczytalności, twierdząc, że dwa z jego alter ego popełniły przestępstwa bez świadomości samego Milligana. Był pierwszą osobą zdiagnozowaną z dysocjacyjnym zaburzeniem tożsamości, która użyła tej linii obrony,
i pierwszą uniewinnioną z tego powodu od poważnego przestępstwa, spędzając zamiast tego dekadę w szpitalach psychiatrycznych.
Historia życia Milligana została opisana w nagradzanej niefikcyjnej książce Człowiek o 24 twarzach autorstwa Daniela Keyesa.

## Wczesne życie
Milligan urodził się jako William Stanley Morrison 14 lutego 1955 roku w Miami Beach jako syn Dorothy Pauline Sands i Johnny’ego Morrisona.
Dorothy wychowała się na wsi w stanie Ohio i mieszkała w Lancaster ze swoim pierwszym mężem. Po rozwodzie Dorothy przeniosła się w okolice Miami, gdzie pracowała jako piosenkarka. Tam zamieszkała z Johnnym Morrisonem. Para miała dwoje innych dzieci: syna Jima, urodzonego w październiku 1953 roku, oraz córkę Kathy Jo, urodzoną w grudniu 1956 roku.
Johnny Morrison miał trudności z ojcostwem, a według Keyesa „Koszty leczenia przytłaczały Johnny’ego. Pożyczał więcej, więcej grał i więcej pił... W 1958 roku trafił do szpitala z powodu ostrego alkoholizmu i depresji”. Wydarzyła się także próba samobójcza – według Keyesa: „Dorothy znalazła go pochylonego nad stołem, z butelką whisky i pustą butelką po tabletkach nasennych na podłodze”. Kilka miesięcy później, 17 stycznia 1959 roku, Johnny popełnił samobójstwo poprzez zatrucie tlenkiem węgla.
Dorothy zabrała swoje dzieci i wyjechała z Miami, ostatecznie wracając do Lancaster w stanie Ohio. Tam ponownie wyszła za swojego byłego męża, jednak małżeństwo trwało zaledwie rok. W 1962 roku Dorothy poznała Chalmera Milligana (1927–1988). Pierwsza żona Chalmera, Bernice, rozwiodła się z nim z powodu „rażącego zaniedbania”. Chalmer miał dwie córki, Challa była w tym samym wieku co Billy, a druga była pielęgniarką. Dorothy i Chalmer wzięli ślub 27 października 1963 roku w Circleville w stanie Ohio. Chalmer adoptował dzieci Dorothy i prawnie zmienił ich nazwisko z „Morrison” na „Milligan”.
Podczas późniejszego procesu Chalmer został oskarżony o znęcanie się nad Billym. Keyes twierdził jednak, że Billy wykazywał objawy dysocjacyjnego zaburzenia tożsamości od młodego wieku, a jego pierwsze trzy osobowości (Bezimienny Chłopiec, Christene i Shawn) pojawiły się, gdy miał zaledwie pięć lat.

## Aresztowanie
W 1975 roku Milligan został osadzony w Lebanon Correctional Institution w Ohio za gwałt i napad z bronią. Został zwolniony warunkowo na początku 1977 roku. W październiku 1977 roku aresztowano go za gwałty na trzech kobietach na kampusie Uniwersytetu Stanowego Ohio. Jedna z ofiar rozpoznała go na podstawie zdjęć policyjnych przestępców seksualnych, a jego odciski palców zostały odnalezione w samochodzie innej ofiary.
Ponieważ używał broni podczas przestępstw, a broń została znaleziona podczas przeszukania jego mieszkania, naruszył również warunki zwolnienia warunkowego. Postawiono mu zarzuty „trzech porwań, trzech napadów kwalifikowanych i czterech gwałtów”. Trafił do więzienia stanowego w Ohio w oczekiwaniu na proces.
Podczas przygotowań do obrony został poddany badaniu psychologicznemu przez doktora Willisa C. Driscolla, który zdiagnozował u Milligana schizofrenię. Następnie zbadała go psycholog Dorothy Turner z Southwest Community Mental Health Center w Columbus, Ohio. Podczas tego badania Turner stwierdziła, że Milligan cierpi na dysocjacyjne zaburzenie tożsamości. Jego obrońcy, Gary Schweickart i Judy Stevenson, powołali się na obronę niepoczytalności, i został skierowany „do czasu odzyskania poczytalności” na leczenie.

## Uwięzienie
Milligan został skierowany do serii państwowych szpitali psychiatrycznych, takich jak Athens State Hospital, gdzie, jak twierdził, otrzymał bardzo mało pomocy. W czasie pobytu w tych szpitalach Milligan zgłosił istnienie dziesięciu różnych osobowości. Te dziesięć było jedynymi znanymi psychologom. Później twierdzono, że istniało dodatkowych 14 osobowości, nazwanych „Niepożądanymi”. Wśród pierwszej dziesiątki byli m.in. Arthur, prymitywny i odpowiedzialny Anglik, ekspert w naukach, medycynie i fizyce, oraz Allen, „jedyna osobowość, która paliła i mogła przebywać wśród ludzi”.

## Śmierć
Milligan zmarł 12 grudnia 2014 roku w Columbus w Ohio w wieku 59 lat. Przyczyną zgonu była choroba nowotworowa.

## W kulturze
Historia Milligana była inspiracją dla kilku adaptacji i projektów, m.in.:
- Człowiek o 24 twarzach Daniela Keyesa, powieść-niefikcja na podstawie wywiadów z Milliganem.
- Film dokumentalny zatytułowany *Monsters Inside: The 24 Faces of Billy Milligan*, który miał premierę na Netflix w 2021 roku.
- Próby ekranizacji książki Keyesa, w których główną rolę mieli zagrać aktorzy tacy jak Leonardo DiCaprio czy James McAvoy; projekty te pozostają jednak na różnym etapie rozwoju.
- Inspiracja do filmów i seriali związanych z tematem dysocjacyjnego zaburzenia tożsamości, takich jak *Split* w reżyserii M. Nighta Shyamalana.

## Kontrowersje
Obrona Milligana opierająca się na jego  dysocjacyjnym zaburzeniu tożsamości wzbudziła szerokie kontrowersje. Część specjalistów krytykowała diagnozę jako nieadekwatną lub wręcz fałszywą. Istnieją także zarzuty, że Milligan celowo manipulował systemem prawnym, aby uniknąć tradycyjnego wyroku więzienia. Pomimo to jego przypadek odegrał kluczową rolę w popularyzacji tego rzadkiego zaburzenia psychicznego w kulturze masowej oraz w dyskusjach na temat etyki i metodologii w psychiatrii sądowej.